# Turcești (okręg Ardżesz)
Turcești – wieś w Rumunii, w okręgu Ardżesz, w gminie Săpata. W 2011 roku liczyła 95 mieszkańców.